# Nicola Amati

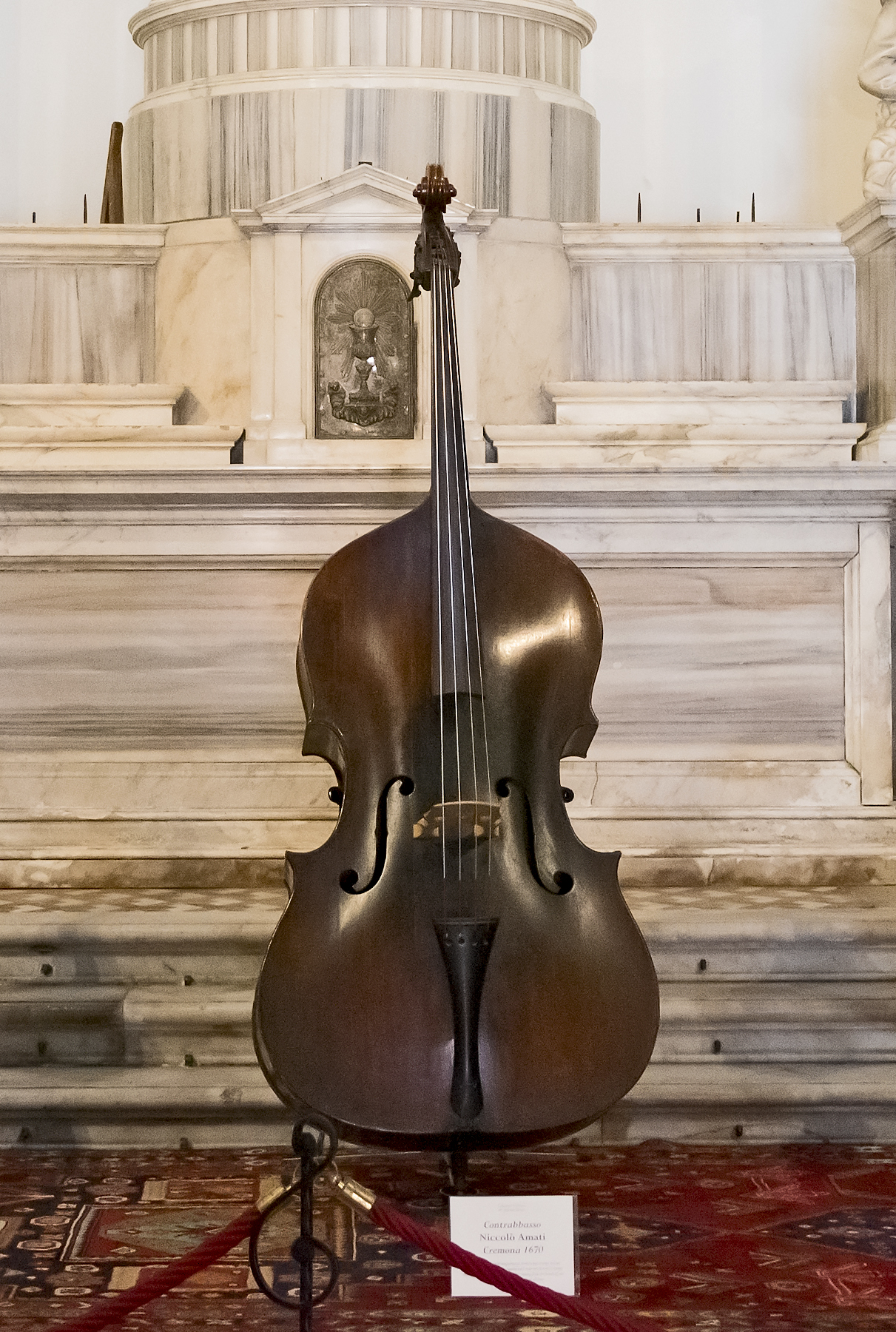
Nicola Amati – kontrabas

Nicola Amati (ur. 3 grudnia 1596 w Cremonie, zm. 12 kwietnia 1684 tamże) – włoski lutnik, najwybitniejszy z lutniczego rodu Amatich, jeden z czołowych przedstawicieli kremońskiej szkoły lutniczej, nauczyciel Jakoba Stainera, Andrei Guarneriego, być może Antonio Stradivariego.

## Życiorys
Był prawdopodobnie szóstym dzieckiem swojego ojca, Girolamo Amati. W 1645 roku poślubił Lucrezię Pagliari.